# Afridi
Die Afridi (paschtunisch اپريدي, Urdu آفریدی, antik Aparytai?) sind ein Stamm der Paschtunen mit ungefähr 315.000 Menschen.
Ihr Siedlungsgebiet Safed Koh (ca. 2600 km²) liegt im Peschawartal am Chaiber-Pass an der Grenze von Afghanistan und Pakistan. In historischer Zeit galten die Afridi als kriegerisches Volk.
Der Stamm unterteilt sich in acht Clans:
- Adam Khel
- Aka Khel
- Kamar Khel
- Kambar Khel
- Kuki Khel
- Malikdin Khel
- Zakka Khel
- Sipah[1]